# Frank Oliver
Frank Oliver (ur. 24 grudnia 1948 w Dunedin, zm. 16 marca 2014 w Palmerston North) – nowozelandzki rugbysta grający na pozycji wspieracza, reprezentant kraju, następnie trener.

## Zawodnik
W młodości przeniósł się do Invercargill, by wstąpić do policji i jeszcze jako nastolatek związał się z lokalnym klubem Invercargill Marist. Po raz pierwszy do regionalnego zespołu Southland został wybrany w 1969 roku i w jego barwach wystąpił 64 razy do roku 1977, w ostatnim z nich będąc już członkiem klubu Waiau. Przez dwa kolejne lata ośmiokrotnie zagrał dla Otago będąc związany z klubem Tokomairiro. Przeprowadziwszy się do Palmerston North grał w miejscowym klubie Palmerston North HSOB RFC i w latach 1981–1982 był wybierany najlepszym zawodnikiem zespołu. W ciągu czterech lat dla regionu Manawatu zaliczył 54 występy, a zespół triumfował w National Provincial Championship w sezonie 1980. Był również kapitanem tej drużyny podczas tournée na Hawaje i do Kalifornii w 1983 roku.
Pomiędzy 1972 a 1981 grał w spotkaniach pomiędzy Wyspą Północną a Wyspą Południową, przez całe lata siedemdziesiąte uczestniczył też w sprawdzianach kadry narodowej. Po raz pierwszy do nowozelandzkiej reprezentacji został powołany w 1976 roku na serię spotkań w Południowej Afryce, gdzie po dwunastu meczach z regionalnymi zespołami otrzymał szansę występu w testmeczu z gospodarzami. Czterokrotnie zagrał przeciw British and Irish Lions podczas ich tournée w 1977, zaś rok później został kapitanem reprezentacji w serii trzech testmeczów z Australią, gdy kontuzjowany był Graham Mourie. Również w 1978 roku znajdował się w składzie, który zdobył Wielkiego Szlema po zwycięstwach nad wszystkimi czterema reprezentacjami z Wysp Brytyjskich. Po raz ostatni zagrał w 1981 roku przeciw Springboks. Ogółem wystąpił w czterdziestu trzech spotkaniach All Blacks, w tym w siedemnastu testmeczach.

## Trener
Karierę trenerską rozpoczął od drużyn juniorskich w Palmerston North, przeszedł następnie do zespołu seniorskiego, z którym odniósł drugi w historii klubu triumf w lokalnych rozgrywkach Hankins Shield w 1992 roku. Pod jego wodzą kadra U-19 w latach 1993–1994 wygrała w pięciu z sześciu pojedynków. Pracował następnie na poziomie National Provincial Championship trenując zespół Manawatu, a przez kolejne dwa lata Central Vikings – wspólną drużynę Manawatu i Hawke's Bay.
W 1996 roku został inauguracyjnym trenerem nowo powstałego zespołu Hurricanes i prowadził go przez cztery sezony, docierając do półfinału rozgrywek Super 12 w roku 1997. W 2000 roku został asystentem Gordona Huntera w Blues. Mimo że zespół nie osiągnął zakładanego wyniku, kontrakt z nimi został przedłużony, a po przegranej walce Huntera z rakiem Oliver w kolejnym sezonie objął funkcję pierwszego trenera tego zespołu. Strony rozstały się po najsłabszym w historii zespołu sezonie.

## Varia
- Był dwukrotnie żonaty i miał pięciu synów[21].
- W młodości pracował przy zrywce drewna, do śmierci prowadził zaś tartak[11]. Pracował także jako policjant i kierowca ciężarówek[21][22].
- Jego trzej synowie również grali w rugby: Brent w zespole Central Vikings, James dla Manawatu, zaś Anton był kapitanem reprezentacji kraju[1][23][24]. Jego brat Bernard również występował dla Manawatu[3].
- Wśród osób przybyłych na jego pogrzeb znajdowali się m.in. reprezentanci Nowej Zelandii: Mark Donaldson, Taine Randell, Ian MacRae, Jeff Wilson, Gary Knight, Sam Strahan, John Callesen, Christian Cullen, John Ashworth, Andy Haden, Stu Wilson, Leicester Rutledge, Dave Loveridge, Tony Brown, Norm Hewitt i Jason O’Halloran[21].